# Mistrzostwa Świata w Piłce Ręcznej Kobiet 2019 (eliminacje)
Kwalifikacje do Mistrzostw Świata w Piłce Ręcznej Kobiet 2019 miały na celu wyłonienie żeńskich reprezentacji narodowych w piłce ręcznej, które wystąpiły w finałach tego turnieju.

## Informacje ogólne
Turniej finałowy organizowanych przez IHF mistrzostw świata odbędzie się w Japonii w dniach 30 listopada – 15 grudnia 2019 roku i wezmą w nim udział dwadzieścia cztery drużyny. Automatycznie do mistrzostw zakwalifikowała się reprezentacja Francji jako mistrz świata z 2017 i Japonki jako organizator imprezy. O pozostałe dwadzieścia dwa miejsca odbywały się kontynentalne kwalifikacje. Wolne miejsca zostały podzielone według następującego klucza geograficznego: Europie przydzielono dwanaście miejsc, Ameryce (Południowej wspólnie z Północną), Azji i Afryce przyznano po trzy miejsca, zaś ostatnie – wcześniej przypadające Oceanii – mogła otrzymać drużyna z Oceanii zajmując przynajmniej piątą lokatę w mistrzostwach Azji, w przeciwnym przypadku było ono przyznawane jako dzika karta. Po podziale PATHF na dwie federacje Ameryce Północnej i Karaibom przydzielono jedno miejsce, dwa zaś przypadły Ameryce Południowej i Środkowej.

## Eliminacje
| Kontynent          | Związek | Miejsca   | Turniej                                          | World Map IHF |
| Europa             | EHF     | 3 miejsca | Mistrzostwa Europy 2018                          | World Map IHF |
| Europa             | EHF     | 9 miejsc  | Europejski turniej eliminacyjny                  | World Map IHF |
| Afryka             | CAHB    | 3 miejsca | Mistrzostwa Afryki 2018                          | World Map IHF |
| Ameryka Południowa |         | 2 miejsca | Mistrzostwa Ameryki Południowej i Środkowej 2018 | World Map IHF |
| Ameryka Północna   |         | 1 miejsce | Mistrzostwa Ameryki Północnej i Karaibów 2019    | World Map IHF |
| Azja               | AHF     | 3 miejsca | Mistrzostwa Azji 2018                            | World Map IHF |
|                    |         | 1 miejsce | Oceania/Dzika karta                              | World Map IHF |

## Zespoły
| Kraj                          | Strefa kwalifikacyjna                                         | Mistrzostwa 2017 |
| ----------------------------- | ------------------------------------------------------------- | ---------------- |
| Japonia                       | Gospodarz                                                     | 16. miejsce      |
| Francja                       | Mistrz świata 2017                                            | Mistrzostwo      |
| Angola                        | Mistrzostwa Afryki 2018 – 1. miejsce                          | 19. miejsce      |
| Senegal                       | Mistrzostwa Afryki 2018 – 2. miejsce                          | –                |
| Demokratyczna Republika Konga | Mistrzostwa Afryki 2018 – 3. miejsce                          | –                |
| Brazylia                      | Mistrzostwa Ameryki Południowej i Środkowej 2018 – 1. miejsce | 18. miejsce      |
| Argentyna                     | Mistrzostwa Ameryki Południowej i Środkowej 2018 – 2. miejsce | 23. miejsce      |
| Kuba                          | Mistrzostwa Ameryki Północnej i Karaibów 2019 – 1. miejsce    | –                |
| Korea Południowa              | Mistrzostwa Azji 2018 – 1. miejsce                            | 16. miejsce      |
| Chiny                         | Mistrzostwa Azji 2018 – 3. miejsce                            | 22. miejsce      |
| Kazachstan                    | Mistrzostwa Azji 2018 – 4. miejsce                            | –                |
| Australia                     | Mistrzostwa Azji 2018 – 5. miejsce                            | –                |
| Rosja                         | Mistrzostwa Europy 2018 – 2. miejsce                          | 5. miejsce       |
| Holandia                      | Mistrzostwa Europy 2018 – 3. miejsce                          | 3. miejsce       |
| Rumunia                       | Mistrzostwa Europy 2018 – 4. miejsce                          | 10. miejsce      |
| Czarnogóra                    | Europa – Play-off                                             | 6. miejsce       |
| Dania                         | Europa – Play-off                                             | 6. miejsce       |
| Hiszpania                     | Europa – Play-off                                             | 11. miejsce      |
| Niemcy                        | Europa – Play-off                                             | 12. miejsce      |
| Norwegia                      | Europa – Play-off                                             | 2. miejsce       |
| Serbia                        | Europa – Play-off                                             | 9. miejsce       |
| Słowenia                      | Europa – Play-off                                             | 14. miejsce      |
| Szwecja                       | Europa – Play-off                                             | 4. miejsce       |
| Węgry                         | Europa – Play-off                                             | 15. miejsce      |

## Europa

### Europejski turniej eliminacyjny – faza grupowa
Losowanie grup zostało zaplanowane na 19 czerwca 2018 roku podczas Kongresu EHF w Glasgow. Szesnaście drużyn podzielonych zostało na trzy koszyki według wyników osiągniętych w eliminacjach do ME 2018, a w wyniku losowania zostały utworzone cztery czterozespołowe grupy. W ich ramach – w przeciwieństwie do poprzednich eliminacji, gdzie uczestnicy mieli prawo wyboru – drużyny miały rywalizować w formie turniejów rozegranych w jednej hali na przełomie listopada i grudnia 2018 roku, a prawa do organizacji turniejów przyznano w połowie lipca 2018 tegoż roku. Do fazy play-off europejskich eliminacji awansowali triumfatorzy każdej z grup oraz najlepsza z drużyn z drugich miejsc.
| Koszyk 1           |
| ------------------ |
| Białoruś           |
| Macedonia Północna |
| Szwajcaria         |
| Słowacja           |
| Turcja             |

| Koszyk 2    |
| ----------- |
| Wyspy Owcze |
| Islandia    |
| Włochy      |
| Kosowo      |
| Litwa       |
| Portugalia  |
| Ukraina     |

| Koszyk 3    |
| ----------- |
| Azerbejdżan |
| Finlandia   |
| Grecja      |
| Izrael      |

W wyniku transmitowanego w Internecie losowania wyłoniono cztery czterozespołowe grupy.
| Grupa 1    | Grupa 2            | Grupa 3    | Grupa 4     |
| ---------- | ------------------ | ---------- | ----------- |
| Słowacja   | Kosowo             | Ukraina    | Izrael      |
| Szwajcaria | Wyspy Owcze        | Litwa      | Finlandia   |
| Białoruś   | Włochy             | Portugalia | Grecja      |
| Turcja     | Macedonia Północna | Islandia   | Azerbejdżan |

Awans do fazy play-off uzyskała jako pierwsza Białoruś, tydzień później dołączyły do niej Słowacja, Szwajcaria, Macedonia oraz Islandia jako najlepszy zespół spośród tych z drugich miejsc.

#### Grupa A
| 30 listopada 201815:30 | Kosowo | 25:28(11:16) | Izrael | Mestská športová hala, Šaľa Widzów: 150 Sędzia: Merisi, Rosca |
| 30 listopada 201815:30 |        | 25:28(11:16) |        | Mestská športová hala, Šaľa Widzów: 150 Sędzia: Merisi, Rosca |

| 30 listopada 201818:00 | Słowacja | 36:32(17:13) | Ukraina | Mestská športová hala, Šaľa Widzów: 1 900 Sędzia: Sá, Sá |
| 30 listopada 201818:00 |          | 36:32(17:13) |         | Mestská športová hala, Šaľa Widzów: 1 900 Sędzia: Sá, Sá |

| 1 grudnia 201815:30 | Ukraina | 44:19(23:7) | Kosowo | Mestská športová hala, Šaľa Widzów: 150 Sędzia: Merisi, Rosca |
| 1 grudnia 201815:30 |         | 44:19(23:7) |        | Mestská športová hala, Šaľa Widzów: 150 Sędzia: Merisi, Rosca |

| 1 grudnia 201818:00 | Izrael | 20:24(7:11) | Słowacja | Mestská športová hala, Šaľa Widzów: 1 500 Sędzia: Sá, Sá |
| 1 grudnia 201818:00 |        | 20:24(7:11) |          | Mestská športová hala, Šaľa Widzów: 1 500 Sędzia: Sá, Sá |

| 2 grudnia 201815:30 | Ukraina | 35:25(23:11) | Izrael | Mestská športová hala, Šaľa Widzów: 100 Sędzia: Merisi, Rosca |
| 2 grudnia 201815:30 |         | 35:25(23:11) |        | Mestská športová hala, Šaľa Widzów: 100 Sędzia: Merisi, Rosca |

| 2 grudnia 201818:00 | Słowacja | 40:15(18:5) | Kosowo | Mestská športová hala, Šaľa Widzów: 1 000 Sędzia: Sá, Sá |
| 2 grudnia 201818:00 |          | 40:15(18:5) |        | Mestská športová hala, Šaľa Widzów: 1 000 Sędzia: Sá, Sá |

#### Grupa B
| 30 listopada 201816:30 | Wyspy Owcze | 19:22(12:10) | Finlandia | GoEasy Arena, Untersiggenthal Widzów: 180 Sędzia: Christidi, Papamattheou |
| 30 listopada 201816:30 |             | 19:22(12:10) |           | GoEasy Arena, Untersiggenthal Widzów: 180 Sędzia: Christidi, Papamattheou |

| 30 listopada 201819:00 | Szwajcaria | 21:20(13:12) | Litwa | GoEasy Arena, Untersiggenthal Widzów: 1 050 Sędzia: Lidacka, Lesiak |
| 30 listopada 201819:00 |            | 21:20(13:12) |       | GoEasy Arena, Untersiggenthal Widzów: 1 050 Sędzia: Lidacka, Lesiak |

| 1 grudnia 201816:30 | Litwa | 21:25(11:15) | Wyspy Owcze | GoEasy Arena, Untersiggenthal Widzów: 250 Sędzia: Lidacka, Lesiak |
| 1 grudnia 201816:30 |       | 21:25(11:15) |             | GoEasy Arena, Untersiggenthal Widzów: 250 Sędzia: Lidacka, Lesiak |

| 1 grudnia 201819:00 | Finlandia | 10:21(7:10) | Szwajcaria | GoEasy Arena, Untersiggenthal Widzów: 975 Sędzia: Christidi, Papamattheou |
| 1 grudnia 201819:00 |           | 10:21(7:10) |            | GoEasy Arena, Untersiggenthal Widzów: 975 Sędzia: Christidi, Papamattheou |

| 2 grudnia 201812:00 | Litwa | 34:25(17:9) | Finlandia | GoEasy Arena, Untersiggenthal Widzów: 105 Sędzia: Lidacka, Lesiak |
| 2 grudnia 201812:00 |       | 34:25(17:9) |           | GoEasy Arena, Untersiggenthal Widzów: 105 Sędzia: Lidacka, Lesiak |

| 2 grudnia 201815:00 | Szwajcaria | 23:19(11:8) | Wyspy Owcze | GoEasy Arena, Untersiggenthal Widzów: 950 Sędzia: Christidi, Papamattheou |
| 2 grudnia 201815:00 |            | 23:19(11:8) |             | GoEasy Arena, Untersiggenthal Widzów: 950 Sędzia: Christidi, Papamattheou |

#### Grupa C
| 23 listopada 201817:00 | Białoruś | 31:23(15:14) | Portugalia | DAK Amintaiou, Amyntaio Widzów: 300 Sędzia: Merz, Schilha |
| 23 listopada 201817:00 |          | 31:23(15:14) |            | DAK Amintaiou, Amyntaio Widzów: 300 Sędzia: Merz, Schilha |

| 23 listopada 201819:30 | Włochy | 19:23(9:12) | Grecja | DAK Amintaiou, Amyntaio Widzów: 800 Sędzia: Pech, Vágvölgyi |
| 23 listopada 201819:30 |        | 19:23(9:12) |        | DAK Amintaiou, Amyntaio Widzów: 800 Sędzia: Pech, Vágvölgyi |

| 24 listopada 201817:00 | Grecja | 18:28(8:14) | Białoruś | DAK Amintaiou, Amyntaio Widzów: 900 Sędzia: Merz, Schilha |
| 24 listopada 201817:00 |        | 18:28(8:14) |          | DAK Amintaiou, Amyntaio Widzów: 900 Sędzia: Merz, Schilha |

| 24 listopada 201819:30 | Portugalia | 34:20(19:9) | Włochy | DAK Amintaiou, Amyntaio Widzów: 300 Sędzia: Pech, Vágvölgyi |
| 24 listopada 201819:30 |            | 34:20(19:9) |        | DAK Amintaiou, Amyntaio Widzów: 300 Sędzia: Pech, Vágvölgyi |

| 25 listopada 201817:00 | Portugalia | 15:16(4:5) | Grecja | DAK Amintaiou, Amyntaio Widzów: 1 200 Sędzia: Merz, Schilha |
| 25 listopada 201817:00 |            | 15:16(4:5) |        | DAK Amintaiou, Amyntaio Widzów: 1 200 Sędzia: Merz, Schilha |

| 25 listopada 201819:30 | Białoruś | 35:26(17:15) | Włochy | DAK Amintaiou, Amyntaio Widzów: 300 Sędzia: Pech, Vágvölgyi |
| 25 listopada 201819:30 |          | 35:26(17:15) |        | DAK Amintaiou, Amyntaio Widzów: 300 Sędzia: Pech, Vágvölgyi |

#### Grupa D
| 30 listopada 201818:00 | Macedonia Północna | 41:22(18:8) | Azerbejdżan | Centrum sportowe „Boris Trajkowski”, Skopje Widzów: 600 Sędzia: Duplii, Pobedrina |
| 30 listopada 201818:00 |                    | 41:22(18:8) |             | Centrum sportowe „Boris Trajkowski”, Skopje Widzów: 600 Sędzia: Duplii, Pobedrina |

| 30 listopada 201820:00 | Turcja | 23:36(14:18) | Islandia | Centrum sportowe „Boris Trajkowski”, Skopje Widzów: 100 Sędzia: Praštalo, Balvan |
| 30 listopada 201820:00 |        | 23:36(14:18) |          | Centrum sportowe „Boris Trajkowski”, Skopje Widzów: 100 Sędzia: Praštalo, Balvan |

| 1 grudnia 201818:00 | Islandia | 21:29(10:16) | Macedonia Północna | Centrum sportowe „Boris Trajkowski”, Skopje Widzów: 600 Sędzia: Praštalo, Balvan |
| 1 grudnia 201818:00 |          | 21:29(10:16) |                    | Centrum sportowe „Boris Trajkowski”, Skopje Widzów: 600 Sędzia: Praštalo, Balvan |

| 1 grudnia 201820:00 | Azerbejdżan | 26:32(13:17) | Turcja | Centrum sportowe „Boris Trajkowski”, Skopje Widzów: 100 Sędzia: Duplii, Pobedrina |
| 1 grudnia 201820:00 |             | 26:32(13:17) |        | Centrum sportowe „Boris Trajkowski”, Skopje Widzów: 100 Sędzia: Duplii, Pobedrina |

| 2 grudnia 201818:00 | Islandia | 49:18(28:9) | Azerbejdżan | Centrum sportowe „Boris Trajkowski”, Skopje Widzów: 100 Sędzia: Duplii, Pobedrina |
| 2 grudnia 201818:00 |          | 49:18(28:9) |             | Centrum sportowe „Boris Trajkowski”, Skopje Widzów: 100 Sędzia: Duplii, Pobedrina |

| 2 grudnia 201820:00 | Turcja | 23:30(10:16) | Macedonia Północna | Centrum sportowe „Boris Trajkowski”, Skopje Sędzia: Praštalo, Balvan |
| 2 grudnia 201820:00 |        | 23:30(10:16) |                    | Centrum sportowe „Boris Trajkowski”, Skopje Sędzia: Praštalo, Balvan |

### Mistrzostwa Europy w Piłce Ręcznej Kobiet 2018
Kwalifikację na mistrzostwa świata uzyskały trzy najlepsze, prócz mających już zapewniony awans Francuzek, drużyny Mistrzostw Europy 2018, które odbyły się w dniach od 29 listopada do 16 grudnia 2018 roku we Francji. Po raz pierwszy w historii w zawodach zwyciężyły gospodynie turnieju pokonując w finale Rosjanki, natomiast Holenderki po pokonaniu Rumunek zdobyły brązowy medal. Z uwagi na fakt, że w czołowej czwórce znalazły się reprezentantki Francji, prawo występów na mistrzostwach świata otrzymały pozostałe trzy półfinalistki.

### Europejski turniej eliminacyjny – faza play-off
W tej fazie rozgrywek weźmie udział osiemnaście reprezentacji narodowych – dwanaście drużyn uczestniczących w mistrzostwach kontynentu, które dotychczas nie uzyskały awansu, Austria oraz pięć zespołów z pierwszej fazy eliminacji. Losowanie par zostało zaplanowane na 15 grudnia 2018 roku, a przed nim nastąpiło rozstawienie zespołów. Losowanie wyłoniło dziewięć par walczących w dwumeczach zaplanowanych na przełom maja i czerwca 2019 roku, a ich zwycięzcy awansowali do turnieju finałowego mistrzostw świata. We wszystkich parach górą okazały się zespoły wyżej rozstawione.
| 31 maja 201919:15 | Białoruś | 21:34(10:17) | Norwegia | Victoria, Brześć Widzów: 1 560 Sędzia: Prastalo, Balvan |
| 31 maja 201919:15 |          | 21:34(10:17) |          | Victoria, Brześć Widzów: 1 560 Sędzia: Prastalo, Balvan |

| 31 maja 201920:15 | Serbia | 33:19(17:11) | Polska | Kristalna dvorana, Zrenjanin Widzów: 2 500 Sędzia: Alpaizde, Berezkina |
| 31 maja 201920:15 |        | 33:19(17:11) |        | Kristalna dvorana, Zrenjanin Widzów: 2 500 Sędzia: Alpaizde, Berezkina |

| 31 maja 201920:10 | Czechy | 26:24(15:13) | Czarnogóra | Sportovní hala Most, Most Widzów: 860 Sędzia: Mandák, Rudinský |
| 31 maja 201920:10 |        | 26:24(15:13) |            | Sportovní hala Most, Most Widzów: 860 Sędzia: Mandák, Rudinský |

| 31 maja 201921:00 | Hiszpania | 35:26(21:7) | Islandia | Pabellón Polideportivo Municipal Fernando Argüelles, Antequera Widzów: 2 200 Sędzia: Antic, Jakovljevic |
| 31 maja 201921:00 |           | 35:26(21:7) |          | Pabellón Polideportivo Municipal Fernando Argüelles, Antequera Widzów: 2 200 Sędzia: Antic, Jakovljevic |

| 1 czerwca 201916:10 | Dania | 35:22(18:10) | Szwajcaria | Roskilde Hallerne, Roskilde Widzów: 2 088 Sędzia: Covalciuc, Covalciuc |
| 1 czerwca 201916:10 |       | 35:22(18:10) |            | Roskilde Hallerne, Roskilde Widzów: 2 088 Sędzia: Covalciuc, Covalciuc |

| 1 czerwca 201917:00 | Szwecja | 33:18(18:10) | Słowacja | Brinova Arena Karlskrona, Karlskrona Widzów: 2 800 Sędzia: Pandzic, Mosorinski |
| 1 czerwca 201917:00 |         | 33:18(18:10) |          | Brinova Arena Karlskrona, Karlskrona Widzów: 2 800 Sędzia: Pandzic, Mosorinski |

| 2 czerwca 201916:00 | Chorwacja | 24:24(11:10) | Niemcy | Sportska dvorana Gimnazije Fran Galović, Koprivnica Widzów: 1 500 Sędzia: Horváth, Marton |
| 2 czerwca 201916:00 |           | 24:24(11:10) |        | Sportska dvorana Gimnazije Fran Galović, Koprivnica Widzów: 1 500 Sędzia: Horváth, Marton |

| 2 czerwca 201918:00 | Austria | 23:41(9:20) | Węgry | Raiffeisen Sportpark, Graz Widzów: 1 000 Sędzia: Nabokau, Kulik |
| 2 czerwca 201918:00 |         | 23:41(9:20) |       | Raiffeisen Sportpark, Graz Widzów: 1 000 Sędzia: Nabokau, Kulik |

| 2 czerwca 201920:30 | Macedonia Północna | 30:33(14:15) | Słowenia | Centrum sportowe „Boris Trajkowski”, Skopje Widzów: 1 250 Sędzia: Frieser, Kavulic |
| 2 czerwca 201920:30 |                    | 30:33(14:15) |          | Centrum sportowe „Boris Trajkowski”, Skopje Widzów: 1 250 Sędzia: Frieser, Kavulic |

-
| 5 czerwca 201918:00 | Węgry | 28:19(16:10) | Austria | Városi Sportcsarnok, Zalaegerszeg Widzów: 2 000 Sędzia: Ilieva, Karbeska |
| 5 czerwca 201918:00 |       | 28:19(16:10) |         | Városi Sportcsarnok, Zalaegerszeg Widzów: 2 000 Sędzia: Ilieva, Karbeska |

| 5 czerwca 201918:15 | Szwajcaria | 14:26(5:12) | Dania | Axa-Arena, Winterthur Widzów: 1 165 Sędzia: Panayides, Andreou |
| 5 czerwca 201918:15 |            | 14:26(5:12) |       | Axa-Arena, Winterthur Widzów: 1 165 Sędzia: Panayides, Andreou |

| 5 czerwca 201918:45 | Niemcy | 25:21(14:9) | Chorwacja | Westpress Arena, Hamm Widzów: 2 167 Sędzia: Canbro, Kliko |
| 5 czerwca 201918:45 |        | 25:21(14:9) |           | Westpress Arena, Hamm Widzów: 2 167 Sędzia: Canbro, Kliko |

| 5 czerwca 201919:00 | Norwegia | 31:28(21:11) | Białoruś | Sotra Arena, Bergen Widzów: 3 809 Sędzia: Bolic, Hurich |
| 5 czerwca 201919:00 |          | 31:28(21:11) |          | Sotra Arena, Bergen Widzów: 3 809 Sędzia: Bolic, Hurich |

| 5 czerwca 201920:15 | Czarnogóra | 25:23(12:11) | Czechy | Sportski centar Nikšić, Nikšić Widzów: 4 078 Sędzia: Erdogan, Özdeniz |
| 5 czerwca 201920:15 |            | 25:23(12:11) |        | Sportski centar Nikšić, Nikšić Widzów: 4 078 Sędzia: Erdogan, Özdeniz |

| 6 czerwca 201918:00 | Słowacja | 24:45(10:25) | Szwecja | Mestská športová hala, Šaľa Widzów: 800 Sędzia: Herczeg, Südi |
| 6 czerwca 201918:00 |          | 24:45(10:25) |         | Mestská športová hala, Šaľa Widzów: 800 Sędzia: Herczeg, Südi |

| 6 czerwca 201918:00 | Polska | 30:27(12:14) | Serbia | Hala widowiskowo-sportowa RCS, Lubin Widzów: 3 100 Sędzia: Kijauskaite, Zaliene |
| 6 czerwca 201918:00 |        | 30:27(12:14) |        | Hala widowiskowo-sportowa RCS, Lubin Widzów: 3 100 Sędzia: Kijauskaite, Zaliene |

| 6 czerwca 201919:45 | Islandia | 32:31(13:15) | Hiszpania | Laugardalshöllin, Reykjavík Widzów: 831 Sędzia: Christiansen, Hansen |
| 6 czerwca 201919:45 |          | 32:31(13:15) |           | Laugardalshöllin, Reykjavík Widzów: 831 Sędzia: Christiansen, Hansen |

| 6 czerwca 201920:15 | Słowenia | 38:27(20:14) | Macedonia Północna | Dvorana Golovec, Celje Widzów: 1 706 Sędzia: Brunovsky, Canda |
| 6 czerwca 201920:15 |          | 38:27(20:14) |                    | Dvorana Golovec, Celje Widzów: 1 706 Sędzia: Brunovsky, Canda |

## Afryka
Turniejem kwalifikacyjnym w Afryce były mistrzostwa tego kontynentu, które zostały rozegrane w dniach 2–18 grudnia 2018 roku w Kongo. Dziesięć uczestniczących drużyn rywalizowało w pierwszej fazie systemem kołowym podzielone na dwie pięciozespołowe grupy, po czym czołowa czwórka z każdej z grup awansowała do ćwierćfinałów, pozostałe drużyny zmierzyły się zaś w walce o miejsce dziewiąte Faworyzowane reprezentantki Angoli łatwo awansowały do finału, tam przegrywały natomiast z niespodzianką turnieju, Senegalem, nawet 1:9, ostatecznie jednak zdobyły trzynasty kontynentalny tytuł. Prócz finalistek awans na MŚ 2019 uzyskały zdobywczynie brązowego medalu, zawodniczki z Demokratycznej Republika Konga. 

## Ameryka Południowa
Turniejem kwalifikacyjnym w Ameryce Południowej były rozegrane po raz pierwszy mistrzostwa tego kontynentu, które odbyły się w dniach 29 listopada – 4 grudnia 2018 roku w Brazylii. Pięć uczestniczących zespołów rywalizowało systemem kołowym w ramach jednej grupy o dwa miejsca premiowane awansem na MŚ 2019. Po trzech kolejkach awans zapewniły sobie Brazylijki i Argentynki, zaś w bezpośrednim pojedynku tych drużyn lepsza okazała się reprezentacja Brazylii.

## Ameryka Północna
Turniejem kwalifikacyjnym w Ameryce Północnej były mistrzostwa tego kontynentu, które pierwotnie miały zostać rozegrane w grudniu 2018 roku w Dominikanie. Ostatecznie odbyły się w siedmiozespołowej obsadzie na przełomie maja i czerwca 2019 roku w stolicy Meksyku, a triumfowała w nich reprezentacja Kuby.

## Azja
Turniejem kwalifikacyjnym w Azji były mistrzostwa tego kontynentu, które odbyły się w dniach 30 listopada – 9 grudnia 2018 roku w Japonii. Dziesięć uczestniczących drużyn rywalizowało w pierwszej fazie systemem kołowym podzielone na dwie pięciozespołowe grupy, po czym czołowa dwójka z każdej z grup awansowała do półfinałów, pozostałe drużyny zmierzyły się zaś w walce o poszczególne miejsca. Po raz pierwszy w mistrzostwach wystąpiły Australia, Nowa Zelandia i Singapur. W finale Korea Południowa pokonała Japonię, trzecie miejsce zajęły zaś Chiny zwyciężając z Kazachstanem. Z uwagi na fakt, iż Japonki jako gospodynie MŚ 2019 miały już zagwarantowany awans, prawo udziału w tym turnieju uzyskały pozostałe trzy półfinalistki oraz dodatkowo z piątego miejsca Australia.